# Operation Eagle Claw
Operation Eagle Claw (även kallad Operation Evening Light eller Operation Rice Bowl) var ett misslyckat amerikanskt försök att genom en väpnad attack göra slut på gisslankrisen i Iran. Operationen genomfördes mellan den 24 och 25 april 1980. 
Planen var att flyga in en styrka specialsoldater från Delta Force till en mellanlandningsplats i den iranska öknen söder om Teheran (kodnamn "Desert One") med C-130 transportflygplan. Där skulle de möta upp åtta Sea Stallion-helikoptrar (som skulle tankas om med flygbränsle från två C-130-flygplan) som under nattens skydd skulle föra styrkan till olika gömställen runt om Teheran varifrån de vid dagningen skulle ta sig till ambassaden och frita gisslan. Sedan skulle de ta sig till ett fotbollsstadium varifrån de skulle flygas ut av helikoptrarna.
Under inflygningen till Desert One råkade en lastbil åka förbi. En grupp Delta Force-soldaterna var vid landningen snabbt iväg med en jeep och motorcykel efter lastbilen för att förhindra att nyheten om styrkans ankomst spreds. Lastbilen förstördes med ett pansarvärnsvapen och började brinna våldsamt då det visade sig att den bar en last av bränsle. En tid senare stoppades en buss som av en händelse var på färd förbi Desert One. De cirka 40 passagerarna visiterades och hölls kvar till operationens slut.
Två av helikoptrarna drabbades av fel under inflygningen till Desert One (en nödlandade och övergavs på iranskt territorium, en vände tillbaka) då helikoptrarna på låg höjd flugit genom en stor sandstorm. Efter att de landat visade det sig att ytterligare en helikopter drabbats av fel och inte kunde delta i operationen. Enligt planen var sex helikoptrar absolut minimum för att kunna föra ut hela styrkan och gisslan så därför togs beslutet att avblåsa operationen. Helikoptrarna tankades om för färden tillbaka. När den första helikoptern lyfte råkade den på grund av dålig sikt som orsakades av sand som slogs upp i luften av rotorerna krocka med ett av de parkerade C-130-planen vilket resulterade i att 8 amerikanska soldater dödades och 4 sårades.

## Efterspel
Det iranska försvaret upptäckte aldrig den amerikanska styrkan och ingen strid uppkom därför. Operation Eagle Claw och liknande militära överträdelser anses ligga bakom de spända relationerna mellan Iran och USA i dag. Misslyckande med att genom Eagle Claw göra slut på den långdragna gisslankrisen påverkade presidentvalet i USA 1980, då president Carter sågs som ineffektiv av den amerikanska allmänheten. Konspirationsteorier gör gällande att Irans ledning i hemlighet förhandlade med Carters motståndare i valet, Ronald Reagan, om att inte släppa gisslan förrän Carter förlorat valet, ett sätt att näpsa honom för hans stöd till shahen av Iran Mohammad Reza Pahlavi (Irans regering hade störtat shahen i en revolution 1979).

### Fotnoter
1. ↑  AFSOC.af.mil Arkiverad 16 november 2009 hämtat från the Wayback Machine.
2. 1 2 3  The Desert One Debacle, Mark Bowden, The Atlantic, maj 2006